# Annweiler am Trifels (Verbandsgemeinde)
Pour la ville, voir Annweiler am Trifels.
Annweiler am Trifels est une Verbandsgemeinde (collectivité territoriale) de l'arrondissement de la Route-du-Vin-du-Sud dans la Rhénanie-Palatinat en Allemagne. Le siège de cette Verbandsgemeinde est dans la ville de Annweiler am Trifels.
La Verbandsgemeinde de Annweiler am Trifels consiste en cette liste d'Ortsgemeinden (municipalités locales) :
1. Albersweiler
2. Annweiler am Trifels
3. Dernbach
4. Eußerthal
5. Gossersweiler-Stein
6. Münchweiler am Klingbach
7. Ramberg
8. Rinnthal
9. Silz
10. Völkersweiler
11. Waldhambach
12. Waldrohrbach
13. Wernersberg